# Gorna Beșovița, Vrața
Gorna Beșovița (în bulgară Горна Бешовица) este un sat în comuna Mezdra, regiunea Vrața,  Bulgaria. 

## Demografie
Componența etnică a satului Gorna Beșovița
     Romi (3,78%)
     Bulgari (95,13%)
     Nicio identificare (1,08%)
     Altele (0%)
La recensământul din 2011, populația satului Gorna Beșovița era de 185 locuitori. Din punct de vedere etnic, majoritatea locuitorilor (95,13%) erau bulgari, cu o minoritate de romi (3,78%). Pentru 1,08% din locuitori nu este cunoscută apartenența etnică.